# Les Spécialistes : Investigation scientifique
Les Spécialistes : Rome
Les Spécialistes : Investigation scientifique (RIS: Delitti imperfetti), est une série télévisée policière italienne en 84 épisodes de 50 minutes créée par Pietro Valsecchi, produite par Taodue Film pour la Mediaset, et diffusée entre le 12 janvier 2005 et le 18 mars 2009 sur Canale 5.
La série se poursuit avec un spin-off, Les Spécialistes : Rome (RIS Roma: Delitti imperfetti), diffusé de 2010 à 2012.
En France, la série est diffusée depuis le 8 octobre 2010 en multidiffusion sur 13e rue et rediffusée sur NRJ 12, TV Breizh. En outre, la série est diffusée sur TF1 après minuit parmi les programmes indéfinis de la nuit. Depuis 2025 et l’arrivée de la chaîne en clair, RTL9 diffuse la série en fin d’après-midi ainsi qu’en milieu de nuit.
Il existe une adaptation française par TF1, gardant la même dénomination, RIS, même s’il n’existe aucun corps de la police française à ce nom. 
En France, la série originale italienne est quant à elle renommée Les Spécialistes pour éviter la confusion avec celle de TF1.

## Origines
En Italie, le RIS (Reparto investigazioni scientifiche (it)), est la section scientifique des carabinieri, la gendarmerie italienne.

## Synopsis

### Saison 1
Une bombe explose dans une église à la périphérie de Parme blessant un sacristain à la main. La brigade parvient à identifier les composants de cet engin explosif artisanal. Il s'agit d'une bougie remplie de chlorate de sodium, une substance normalement utilisée comme désherbant. Au fur et à mesure de l'enquête, il s'avérera qu'il s'agit d'un tueur en série cherchant à défier le capitaine Venturi.

### Saison 2
Deux nouveaux arrivants dans le RIS : Le lieutenant Giorgia Levi (Romina Mondello) et le lieutenant Francesco Negri (Lorenzo Balducci), un expert en balistique.
L'équipe du RIS cherche toujours à identifier le poseur de bombes pour pouvoir l'arrêter et le mettre sous les verrous. Au cours d'une analyse, le lieutenant Lévi découvre un détail qui l'amène vers un suspect qui est loueur de voitures. Sur place, il récupère une lettre destinée au capitaine Venturi.

### Saison 3
Les spécialistes poursuivent un tueur en série particulièrement sadique, qui tue des femmes en les laissant mourir de faim.

### Saison 4
La brigade du RIS recrute un spécialiste en informatique, Daniel Ghirelli, qui réussit le concours et intègre le groupe. Parallèlement, ils ont affaire à un nouveau tueur en série très au courant des méthodes du RIS et dont toutes les victimes ont des traits physiques pour seuls points communs.

### Saison 5
L'équipe du RIS est confrontée à une secte qui commet des meurtres en se basant sur les théories évolutionnistes.

## Distribution

### Chef du RIS
- Lorenzo Flaherty (VF : Antoine Nouel) : le capitaine Riccardo Venturi

### Techniciens
- Ugo Dighero (it) (VF : Philippe Catoire) : le maréchal Vincenzo De Biase
- Fabio Troiano (it) (VF : Stéphane Ronchewski) : Daniele Ghirelli (saisons 4-5)
- Michele Venitucci (it) (VF : Damien Boisseau) : le lieutenant Giovanni Rinaldi (saisons 3-5)
- Romina Mondello (it) (VF : Gaëlle Le Fur) : le lieutenant Giorgia Levi (saisons 2-5)
- Giulia Michelini (VF : Laëtitia Godès) : Francesca De Biase (saisons 3-4)
- Stefano Pesce (it) (VF : Cédric Dumond) : Davide Testi (saisons 1-3)
- Filippo Nigro (VF : Axel Kiener) : le capitaine Fabio Martinelli (saisons 1-2)
- Nicole Grimaudo (VF : Solange Boulanger) : Anna Giordano (saisons 1-2)

### Carabiniers
- Giancarlo Judica Cordiglia (VF : David Krüger) : le capitaine Bruno Corsini
- Nino D'Agata (it) (VF : Pierre Dourlens) : le général Giacomo Tosi
- Vanni Bramati (it) : le capitaine Marco Belisario (saisons 3-5)
- Paolo Maria Scalondro (it) (VF : François Dunoyer) : le capitaine Edoardo Rocchi (saisons 2-5)

### Médecin légiste
- Magdalena Grochowska (VF : Stéphanie Lafforgue) : Dr Veronica Gambetta (saison 5)
- Gea Lionello (it) (VF : Monique Nevers) : Dr Claudia Morandi (saisons 1-4)

### Procureurs
- Diego Ribon (it) (VF : Jacques Albaret) : le procureur Di Maio (saisons 3-5)

### Autres
- Jun Ichikawa (it) (VF : Marie Millet-Giraudon) : Flavia Ayroldi (saison 5)
- Luca Biagini (it) (VF : Jean-Louis Faure) : Pr Giacomo Adler (saison 5)
- Flavio Pistilli (it) (VF : Nicolas Djermag) : Federico Adorni (saison 5)
- Nathalie Rapti Gomez : Giulietta Zaghis (saison 5)
- Giorgio Lupano (it) (VF : Alexandre Gillet) : Max Castaldi/Andrea Gandin (saisons 4-5)
- Marco Giuliani (it) (VF : Jérémy Prévost) : Spada (saisons 2-5)
- Giorgia Surina (it) (VF : Chantal Baroin) : Michela Riva (saison 4)
- Micaela Ramazzotti (VF : Karine Foviau) : Sara Melli (saison 3)
- Sandra Franzo (it) (VF : Marie-Laure Beneston) : Daria Di Giacomo (saison 3)
- Alfredo Pea : Carlo Vasari (saison 3)
- Leonardo Treviglio (it) : Marcello Sepi (saisons 1-3)
- Luigi Maria Burruano : Mauro Donati

 Source et légende : version française (VF) sur RS Doublage et Doublage Séries Database

## Épisodes

### Première saison (2005)
1. Preuves accablantes (Prova schiacciante)
2. L'Accident (L'incidente)
3. Tueur en série (Analisi di un delitto)
4. Un défi pour le capitaine (Una sfida per il capitano)
5. Chantage - Partie 1 (Sotto ricatto - Parte I)
6. Chantage - Partie 2 (Sotto ricatto - Parte II)
7. Vérité cachée (Verità nascoste)
8. Belle nuit (Bella di notte)
9. Liens du sang (Legami di sangue)
10. Au-delà de la suspicion (L'insospettabile)
11. La Vengeance (La vendetta)
12. Dernier défi (Sfida finale)

### Deuxième saison (2006)
1. Témoin silencieux (Testimone silenzioso)
2. Au-delà de la suspicion (Insospettabile)
3. Coupable ou innocent ? (Colpevoli o innocenti?)
4. Le Temps du poison (L'ora del veleno)
5. Le Dernier Adieu (L'ultimo saluto)
6. Tragédie familiale (Inganni della scienza)
7. Mort de la belle (Bella da morire)
8. Le Piège (La trappola)
9. Folie meurtrière - Partie 1 (Follia omicida (prima parte))
10. Folie meurtrière - Partie 2 (Follia omicida (seconda parte))
11. Feux croisés (Fuoco incrociato)
12. Une surprise pour le capitaine (Una sorpresa per il Capitano)
13. Obsession (Ossessione)
14. La Main du diable (La mano del diavolo)
15. Crime dans une chambre fermée (Delitto a camera chiusa)
16. Le Test ultime (L'ultima prova)

### Troisième saison (2007)
1. À bientôt, capitaine (A presto, capitano)
2. Le Voisin (Il vicino di casa)
3. L'Étranger (Il colore della pelle)
4. Meurtre sans cadavre (La vendetta è un piatto freddo)
5. En état de choc (Una donna da salvare)
6. Le Sang ne me dérange pas (Il sangue non mente)
7. Promotion forcée (Tra la vita e la morte)
8. L'Imitateur (Folle di paura)
9. Terminus (Autobus)
10. Prémonition (La medium)
11. Sans aucune trace (Disposti a morire)
12. Affaire non classée (Assolvete mio figlio)
13. La Prisonnière (Prigioniera)
14. Virus inconnu (Febbre africana)
15. Les Erreurs de Venturi (Le colpe di Venturi)
16. Mort à petit feu (Corsa contro il tempo)

### Quatrième saison (2008)
1. Crime à la fac (Delitto in facoltà)
2. Double vie (Doppia vita)
3. Plan parfait (Piano perfetto)
4. Le Poids de la tradition (Il peso della tradizione)
5. Le Cadavre manquant (Il cadavere scomparso)
6. Personne n'est en sécurité (Nessuna è al sicuro)
7. Exercices au sol (A corpo libero)
8. Le Monstre en première page (Il mostro in prima pagina)
9. Les Dessous d'un enlèvement (Sotto sequestro)
10. L'Araignée (Il ragno)
11. Frère meurtrier (Fratello assassino)
12. Aération (Messa in onda)
13. Souillé (Contaminati)
14. La Légion (Il legionario)
15. Le Massacre (La strage)
16. La Couleur de l'amour (I colori dell'amore)
17. Mort au cirque (Morte al circo)
18. L'Antre du monstre (La tana del mostro)
19. Un tueur en fuite (Un killer in fuga)
20. Ta mort, ma vie (Mors tua, vita mea)

### Cinquième saison (2009)
1. Le Mystère de la forêt (Il mistero del bosco)
2. Livres dangereux (Libri pericolosi)
3. Tireur d'élite (Tiratore scelto)
4. La Dernière Partie (L'ultimo party)
5. Le Livre culte (Il libro della setta)
6. Une femme romantique (Una donna romantica)
7. Légitime défense (Legittima difesa)
8. Obligations (Legami)
9. La Maison des élus (La casa degli eletti)
10. Route nette (Percorso netto)
11. L'Ombre du père (L'ombra del padre)
12. La Voile sanglante (La vela insanguinata)
13. Justice privée (Giustizia privata)
14. Dernière conférence (Ultima lezione)
15. L'essentiel est invisible à l'œil nu (L'essenziale è invisibile agli occhi)
16. Erreurs de conduite (Sbagli di piombo)
17. Animaux meurtriers (Animali assassini)
18. Mélodrame (Melodramma)
19. Les Secrets de la secte (I segreti della setta)
20. À une étape de la fin (A un passo dalla fine)

### Connexes
- RIS police scientifique, l'adaptation française de TF1
- Les Spécialistes : Rome, le spin-off
- Liste des séries policières italiennes